# اصل عدم تجاوز

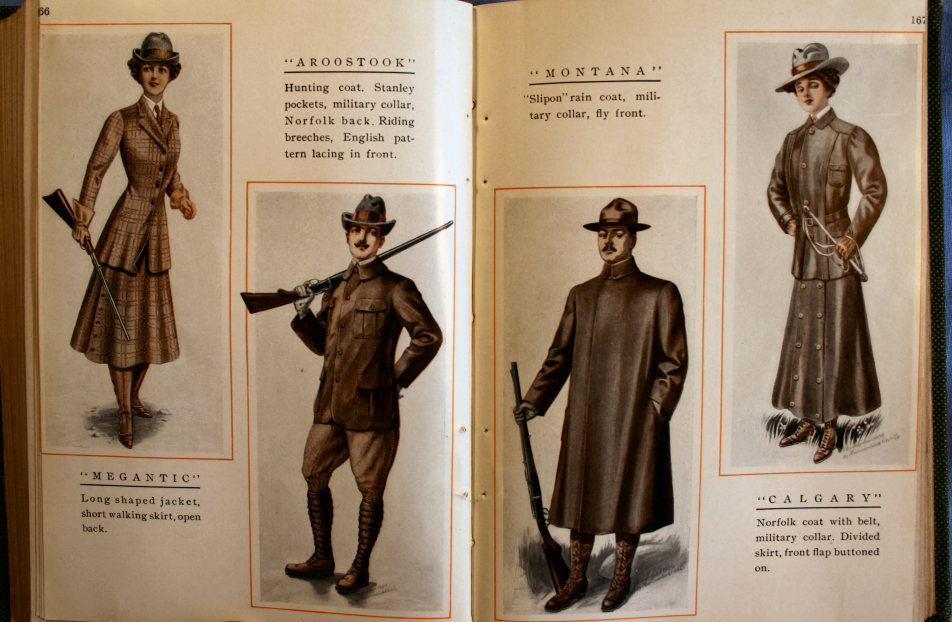
صفحه کاتالوگ از سال ۱۹۰۹ (اول) کاتالوگ ابرکرامبی و فیچ که لباس‌های شکار را نشان می دهد

اصل عدم تجاوز یا اصل عدم شروع زور؛ یک موضع اخلاقی ست که اظهار می‌دارد که تجاوز ذاتاً نامشروع است. حقوق مالکیت و عدم تجاوز به‌طور نزدیکی بهم پیوسته‌اند زیرا آنچه تجاوز است به حقوق فرد وابستگی دارد. بدین منظور، تجاوز آغاز یا تهدید خشونت علیه یک شخص یا مایملک مشروعاً در تملک دیگری تعریف می‌شود.
از اصل عدم تجاوز برای دفاع از حق مالکیت خصوصی و همین‌طور در رد بازتوزیع ثروت استفاده می‌شود؛ چرا که بر اساس اصل عدم تجاوز فرد حق دارد با بدن خودش هر کاری که می‌خواهد بکند، تا زمانی که با آن کار به بدن یک فرد دیگر اعمال تجاوز نکند. بدین‌سان، همین شخص، همان‌گونه که می‌تواند از بدن خودش استفاده کند، از هر منبع محدود دیگری نیز می‌تواند استفاده کند، با این فرض که آن منابع محدود دیگر هنوز توسط فرد دیگری تصاحب نشده باشند و همچنان در یک وضعیت خنثی مانده و تحت مالکیت درنیامده باشند. به محض این که منابع محدود در عرصه عمومی به تملک در بیایند، یعنی -همان گونه که جان لاک اشاره کرده – به محض اینکه یک نفر این منابع محدود را با نیروی کارش درآمیزد، دیگر مالکیت (یعنی حق کنترل نامحدود) را فقط می‌توان طی یک قرارداد انتقال عناوین مالکیت به دست آورد و از مالک قبلی به مالک تازه واگذار کرد. هر تلاش یک‌جانبه‌ای برای محدود کردن این حق کنترل نامحدود مالک پیشین (از جمله بازتوزیع ثروت) یا هرگونه دستکاری در مشخصات فیزیکی منبع محدود مورد نظر که باب میل مالک اصلی نباشد، قابل قیاس با تجاوز نسبت به بدن افراد دیگر است و یک رفتار غیرقابل توجیه به حساب می‌آید.